# Чемпионат Бразилии по волейболу среди женщин
Чемпионат Бразилии по волейболу среди женщин — ежегодное соревнование женских волейбольных команд Бразилии. Проводится с 1962 года (с перерывами).
В 1962 прошло первое общенациональное первенство Бразилии. Названия соревнований неоднократно менялись: 1962—1964 — Кубок Гуарани, 1968—1975 — Кубок Бразилии среди клубов чемпионов штатов, 1976—1980 — чемпионат Бразилии среди клубов чемпионов штатов. С 1981 года установлено нынешнее название после образования профессиональной Национальной лиги (1988/89-1993/94 — Национальная лига, 1994/95-2011/12 — суперлига, с 2012/13 — суперлига — серия А).
Соревнования проходят в четырёх дивизионах: Суперлиге — серия А, Суперлиге — серия В, Суперлиге — серия С, Национальной лиге.

## Формула соревнований (Суперлига)
Чемпионат в серии А суперлиги проводится в два этапа — предварительный и плей-офф. На предварительной стадии команды играют в два круга. По её итогам 8 лучших выходят в плей-офф и по системе с выбыванием определяют двух финалистов, которые разыгрывают первенство. Серии матчей плей-офф проводятся до двух побед одного из соперников. Финал состоял из одного матча.
За победы со счётом 3:0 и 3:1 команды получают по 3 очка, за победу 3:2 — 2, за поражение 2:3 — 2 очко, за поражения 0:3 и 1:3 очки не начисляются.
В чемпионате 2024/25 в серии А суперлиги участвовало 12 команд: «Дентил/Прая Клубе» (Уберландия), «Жердау-Минас» (Белу-Оризонти), «Озаску/Сан-Кристован Сауде» (Озаску), «Флуминенсе» (Рио-де-Жанейро), «СеСИ-Бауру» (Бауру), «СеСК-РЖ-Фламенго» (Рио-де-Жанейро), «Паулистано» (Баруэри), «Юнилайф-Маринга» (Маринга), «Батаво-Маккензи» (Белу-Оризонти), «Бразилиа Волей» (Бразилиа), «Пиньейрос» (Сан-Паулу), «АБЕЛ-Мода» (Бруски). Чемпионский титул выиграла команда «Озаску/Сан-Кристован Сауде», победившая в финале «СеСИ-Бауру» 3:1. 3-е место занял «Дентил/Прая Клубе».

## Призёры
| Сезон     | 1-е место                                          | 2-е место                                          | 3-е место                                          |
| --------- | -------------------------------------------------- | -------------------------------------------------- | -------------------------------------------------- |
| 1962      | «Пиньейрос» Сан-Паулу                              |                                                    |                                                    |
| 1963      | «Минас» Белу-Оризонти                              |                                                    |                                                    |
| 1964      | «Минас» Белу-Оризонти                              |                                                    |                                                    |
| 1968      | «Паулистано» Сан-Паулу                             |                                                    |                                                    |
| 1970      | «Пиньейрос» Сан-Паулу                              |                                                    |                                                    |
| 1971      | «Флуминенсе» Рио-де-Жанейро                        |                                                    |                                                    |
| 1972      | «Флуминенсе» Рио-де-Жанейро                        |                                                    |                                                    |
| 1973      | «Паулистано» Сан-Паулу                             |                                                    |                                                    |
| 1974      | «Минас» Белу-Оризонти                              |                                                    |                                                    |
| 1975      | «Флуминенсе» Рио-де-Жанейро                        |                                                    |                                                    |
| 1976      | «Флуминенсе» Рио-де-Жанейро                        | «Регатас-Бразил» Масейо                            | «Маккензи» Белу-Оризонти                           |
| 1978      | «Фламенго» Рио-де-Жанейро                          | «Маккензи» Белу-Оризонти                           | «Гуарани» Кампинас                                 |
| 1980      | «Фламенго» Рио-де-Жанейро                          | «Флуминенсе» Рио-де-Жанейро                        | «Пирелли» Санту-Андре                              |
| 1981      | «Фламенго» Рио-де-Жанейро                          | «Минас» Белу-Оризонти                              |                                                    |
| 1982      | «Паулистано» Сан-Паулу                             | «Пирелли» Санту-Андре                              |                                                    |
| 1983      | «Супергазбраз» Рио-де-Жанейро                      | «Флуминенсе» Рио-де-Жанейро                        | «Паулистано» Сан-Паулу                             |
| 1984      | «Брадеско-Атлантика» Рио-де-Жанейро                | «Супергазбраз» Рио-де-Жанейро                      | «Фламенго» Рио-де-Жанейро                          |
| 1985      | «Супергазбраз» Рио-де-Жанейро                      | «Паулистано» Сан-Паулу                             |                                                    |
| 1986      | «Супергазбраз» Рио-де-Жанейро                      | «Брадеско-Атлантика» Рио-де-Жанейро                | «Трансбразил-Пиньейрос» Сан-Паулу                  |
| 1987      | «Луфкин» Рио-де-Жанейро                            | «Супергазбраз» Рио-де-Жанейро                      | «Трансбразил-Пиньейрос» Сан-Паулу                  |
| 1988/89   | «Садия» Сан-Паулу                                  | «Луфкин» Рио-де-Жанейро                            | «Супергазбраз» Рио-де-Жанейро                      |
| 1989/90   | «Садия» Сан-Паулу                                  | «Супергазбраз» Рио-де-Жанейро                      | «Луфкин» Рио-де-Жанейро                            |
| 1990/91   | «Садия» Сан-Паулу                                  | «Колгейт» Сан-Каэтану-ду-Сул                       |                                                    |
| 1991/92   | «Колгейт» Сан-Каэтану-ду-Сул                       | «Минас» Белу-Оризонти                              | «Ботафого» Рио-де-Жанейро                          |
| 1992/93   | «Минас» Белу-Оризонти                              | «Колгейт» Сан-Каэтану-ду-Сул                       | «Рио-Форте» Рио-де-Жанейро                         |
| 1993/94   | «Носса-Кайша» Рибейран-Прету                       | БКН Гуаружа                                        | «Лейте-Моса» Сорокаба                              |
| 1994/95   | «Лейте-Моса» Сорокаба                              | БКН Гуаружа                                        | «Минас» Белу-Оризонти                              |
| 1995/96   | «Лейте-Моса» Сорокаба                              | БКН Гуаружа                                        | «Солло-Тиете» Тиете                                |
| 1996/97   | «Лейте-Нестле» Жундиаи                             | «Унибан» Сан-Бернарду-ду-Кампу                     | БКН Озаску                                         |
| 1997/98   | «Рексона-Парана» Куритиба                          | «Лейте-Нестле» Жундиаи                             | «Минас» Белу-Оризонти                              |
| 1998/99   | «Унибан» Сан-Бернарду-ду-Кампу                     | «Рексона-Парана» Куритиба                          | «Лейте-Нестле» Жундиаи                             |
| 1999/2000 | «Рексона-Парана» Куритиба                          | «Минас» Белу-Оризонти                              | БКН Озаску                                         |
| 2000/01   | «Фламенго» Рио-де-Жанейро                          | «Васко» Рио-де-Жанейро                             | «Минас» Белу-Оризонти                              |
| 2001/02   | «Минас» Белу-Оризонти                              | БКН Озаску                                         | «Рексона-Парана» Куритиба                          |
| 2002/03   | БКН Озаску                                         | «Минас» Белу-Оризонти                              | «Рексона-Парана» Куритиба                          |
| 2003/04   | «Финаса-Озаску» Озаску                             | «Минас» Белу-Оризонти                              | «Рексона-Парана» Куритиба                          |
| 2004/05   | «Финаса-Озаску» Озаску                             | «Рексона-Адес» Рио-де-Жанейро                      | «Кампус» Кампус-дус-Гойтаказис                     |
| 2005/06   | «Рексона-Адес» Рио-де-Жанейро                      | «Финаса-Озаску» Озаску                             | «Макаэ» Макаэ                                      |
| 2006/07   | «Рексона-Адес» Рио-де-Жанейро                      | «Финаса-Озаску» Озаску                             | «Минас» Белу-Оризонти                              |
| 2007/08   | «Рексона-Адес» Рио-де-Жанейро                      | «Финаса-Озаску» Озаску                             | «Пиньейрос» Сан-Паулу                              |
| 2008/09   | «Рексона-Адес» Рио-де-Жанейро                      | «Финаса-Озаску» Озаску                             | «Сан-Каэтану» Сан-Каэтану-ду-Сул                   |
| 2009/10   | «Соллис-Озаску» Озаску                             | «Юнилевер» Рио-де-Жанейро                          | «Сан-Каэтану» Сан-Каэтану-ду-Сул                   |
| 2010/11   | «Юнилевер» Рио-де-Жанейро                          | «Соллис-Озаску» Озаску                             | «Волей Футуро» Арасатуба                           |
| 2011/12   | «Соллис-Озаску» Озаску                             | «Юнилевер» Рио-де-Жанейро                          | «Волей Футуро» Арасатуба                           |
| 2012/13   | «Юнилевер» Рио-де-Жанейро                          | «Соллис-Озаску» Озаску                             | «Волей Амил» Кампинас                              |
| 2013/14   | «Юнилевер» Рио-де-Жанейро                          | СеСИ-СП Сан-Паулу                                  | «Молико-Нестле» Озаску                             |
| 2014/15   | «Рексона-Адес» Рио-де-Жанейро                      | «Молико-Нестле» Озаску                             | СеСИ-СП Сан-Паулу                                  |
| 2015/16   | «Рексона-Адес» Рио-де-Жанейро                      | «Дентил/Прая Клубе» Уберландия                     | «Минас» Белу-Оризонти                              |
| 2016/17   | «Рексона-СеСК» Рио-де-Жанейро                      | «Нестле-Озаску» Озаску                             | «Дентил/Прая Клубе» Уберландия                     |
| 2017/18   | «Дентил/Прая Клубе» Уберландия                     | СеСК-РЖ Рио-де-Жанейро                             | «Кампонеза-Минас» Белу-Оризонти                    |
| 2018/19   | «Итамбе-Минас» Белу-Оризонти                       | «Дентил/Прая Клубе» Уберландия                     | «Озаску-Аудакс» Озаску                             |
| 2019/20   | Из-за пандемии COVID-19 чемпионат не был завершён. | Из-за пандемии COVID-19 чемпионат не был завершён. | Из-за пандемии COVID-19 чемпионат не был завершён. |
| 2020/21   | «Итамбе-Минас» Белу-Оризонти                       | «Дентил/Прая Клубе» Уберландия                     | «Озаску»                                           |
| 2021/22   | «Итамбе-Минас» Белу-Оризонти                       | «Дентил/Прая Клубе» Уберландия                     | «СеСИ-Бауру» Бауру                                 |
| 2022/23   | «Дентил/Прая Клубе» Уберландия                     | «Жердау-Минас» Белу-Оризонти                       | «Озаску/Сан-Кристован Сауде» Озаску                |
| 2023/24   | «Жердау-Минас» Белу-Оризонти                       | «Дентил/Прая Клубе» Уберландия                     | «СеСК-РЖ-Фламенго» Рио-де-Жанейро                  |
| 2024/25   | «Озаску/Сан-Кристован Сауде» Озаску                | «СеСИ-Бауру» Бауру                                 | «Дентил/Прая Клубе» Уберландия                     |